# Datagrama
Un datagrama és un paquet de dades que constitueix el mínim bloc d'informació en una xarxa de commutació per datagrames, la qual és un dels dos tipus de protocol de comunicació per commutació de paquets usats per encaminar per rutes diverses aquestes unitats d'informació entre nodes d'una xarxa, per la qual cosa es diu que no està orientat a connexió. L'alternativa a aquesta commutació de paquets és el circuit virtual, orientat a connexió.
El terme datagrama va ser encunyat a principis de la dècada de 1970, pel periodista del CCITT Halvor Bothner-By en combinar les paraules dades i telegrama, en referència al canvi de paquets.

## Estructura
Els datagrames es componen de:

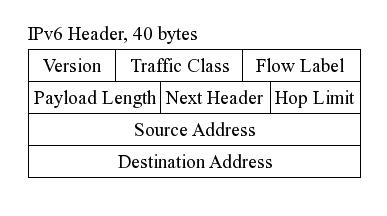
Fig.1 Exemple de datagrama del protocol Ipv6 d'internet

una capçalera amb informació de control i, les pròpies dades que es desitgen transmetre.
Capes del Nivell OSI:
| pa | Funció       | Unitat de dades |
| -- | ------------ | --------------- |
| 7  | Aplicació    | Dada            |
| 6  | Presentació  | Dada            |
| 5  | Sessió       | Dada            |
| 4  | Transport    | Datagrama       |
| 3  | Xarxa        | Paquet          |
| 2  | Enllaç (MAC) | Trama           |
| 1  | Física (PHY) | bit             |

## Funcionament
En la tècnica de datagrames, cada paquet es tracta de forma independent gràcies a contenir en la capçalera l'adreça de destinatari. Mitjançant un encaminador, també conegut com a enrutador o, més popularment, router, la xarxa pot encaminar cada fragment cap al receptor o ETD (Equip Terminal de Dades) per rutes diferents.
Aquest funcionament és la diferència essencial amb la commutació per circuit virtual i determina les seves virtuts i defectes, que també condicionen la seva idoneïtat al tipus d'aplicació de la xarxa.

## Avantatges i inconvenients
Aquesta flexibilitat permet:
- control del tràfic per aprofitar la capacitat de canal de cada tram de xarxa,
- adaptar-se davant congestions i caigudes de nodes intermedis, evitant bloquejos
- abaratir costos, en poder ajustar l'amplada de banda i nombre de línies precisats.

No obstant això, aquesta tècnica també impedeix garantir:
- una velocitat constant del flux de dades,
- que cada paquet es rebi en l'ordre original,
- que tots arribin a la seva destinació.

Per tot això, depèn de nous procediments per reconstruir la informació adequadament en la destinació. A més, augmenta el volum de tràfic una mica, en repetir-se informació de capçalera com la direcció a cada trama.
- no orientats a connexió, on el protocol aplicat és UDP, de l'anglès User Datagram Protocol, ("protocol de datagrama d'usuari"), que no garanteix el lliurament dels datagrames i, no obstant això, aquesta propietat de UDP; és precisament, la que fa tan interessants els protocols SNMP, de l'anglès Simple Network Management Protocol, "protocol de gestió de xarxes senzilles"), per carregar poc la xarxa i per la seva absoluta independència del maquinari entre el qual es facilita l'intercanvi d'informació.

Els datagrames tenen cabuda en els serveis de xarxa no orientats a la connexió. Els datagrames IP són les unitats principals d'informació d'Internet. Els termes trama, missatge, paquet de xarxa i segment també s'usen per descriure les agrupacions d'informació lògica en les diverses capes del model de referència OSI i en els diversos cercles tecnològics.

## Exemples
- UDP, un dels protocols d'internet.
- IPX/SPX, del fabricant Novell NetWare.